# Pinly & Flau
|  | Denne artikel er oprettet af botten Steenthbot ud fra en ekstern database. Den kan derfor have sproglige fejl eller mangler. Denne skabelon kan fjernes efter kontrol af indholdet. |

Pinly & Flau er en dansk kortfilm fra 2008 instrueret af Martin Strange-Hansen.